# Nhót dại
Nhót dại hay còn gọi nhỡ (danh pháp hai phần: Elaeagnus conferta) là một loài thực vật có hoa trong họ Elaeagnaceae. Loài này được Roxb. mô tả khoa học đầu tiên năm 1820.

## Hình ảnh

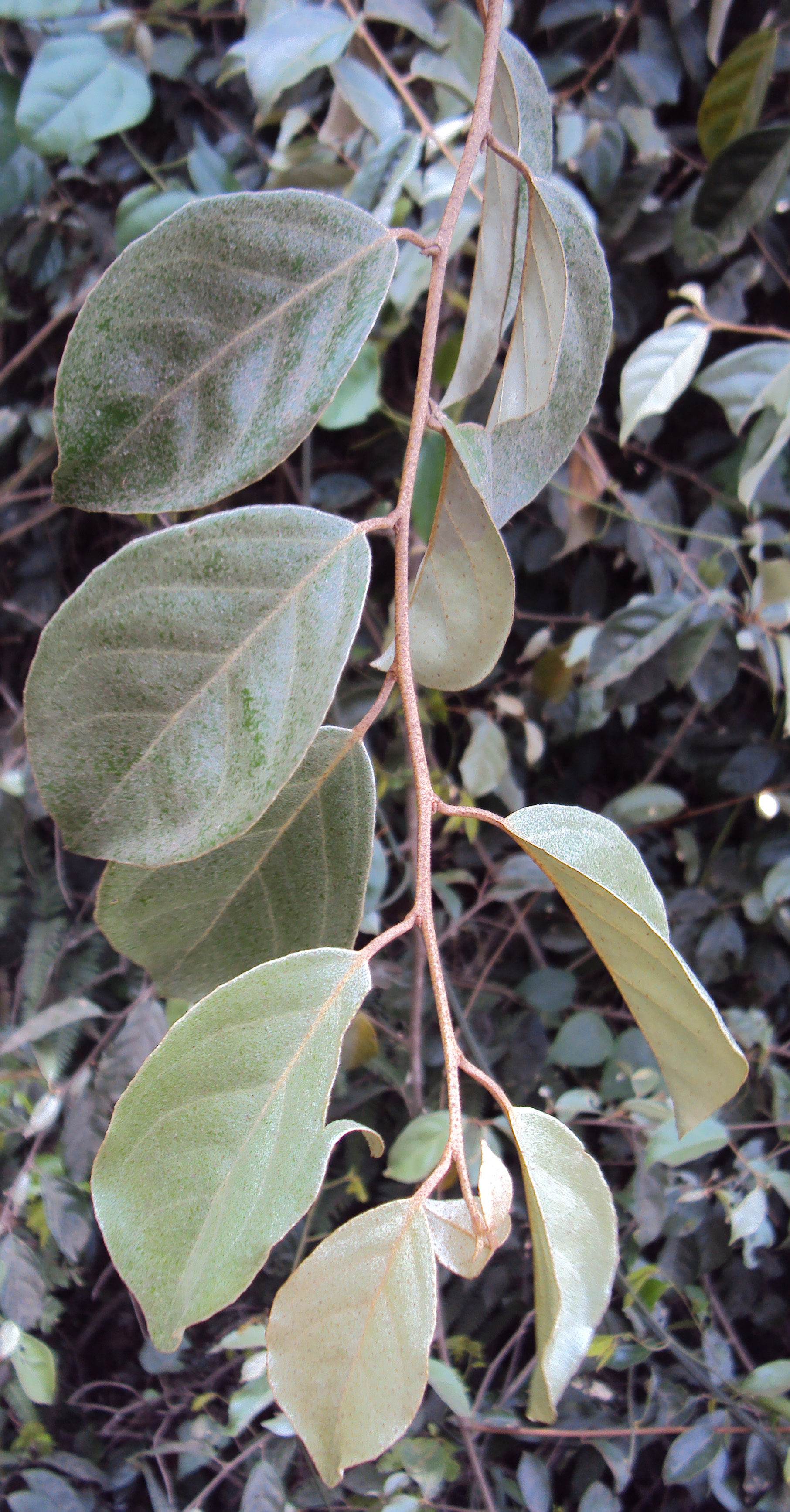
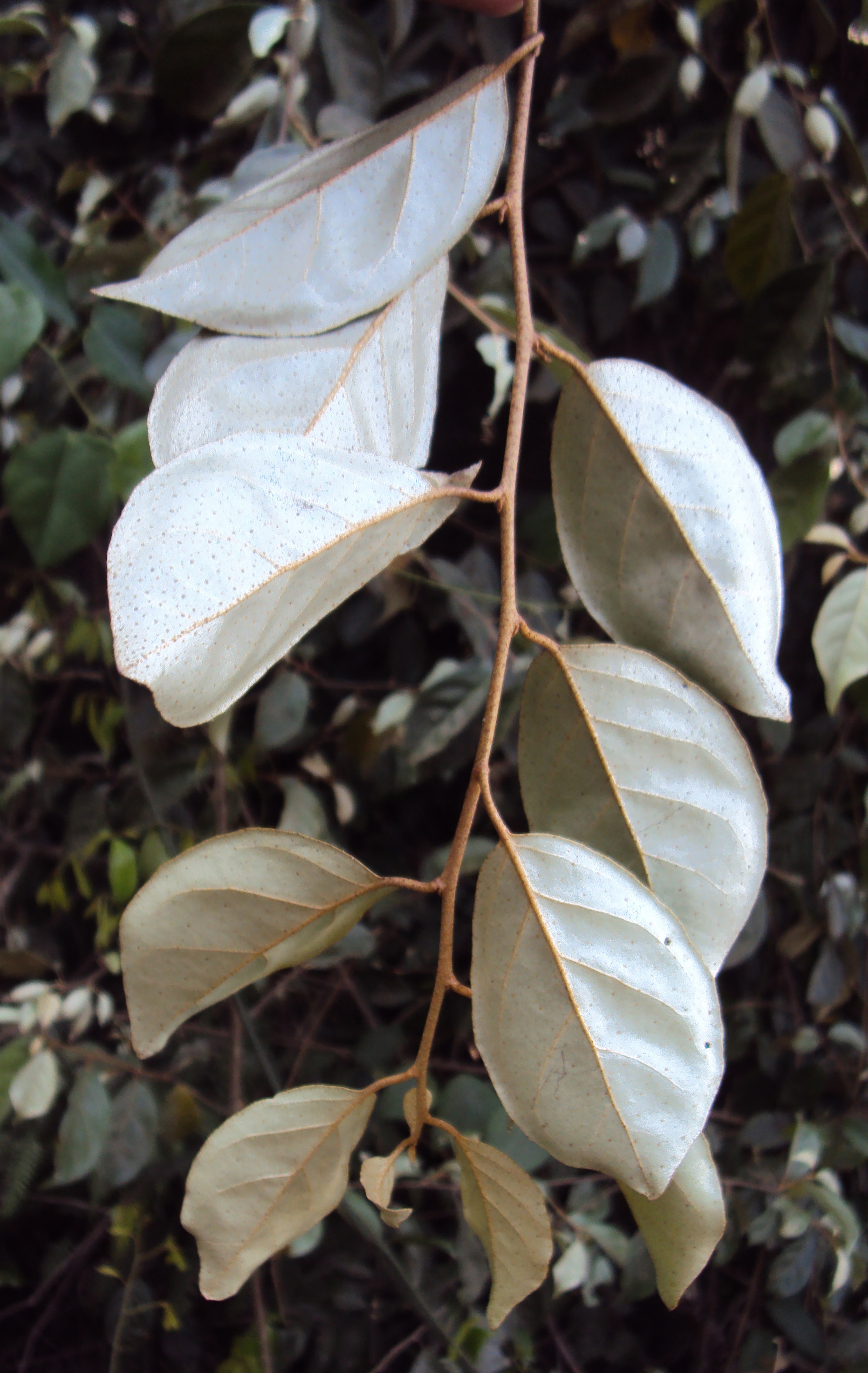
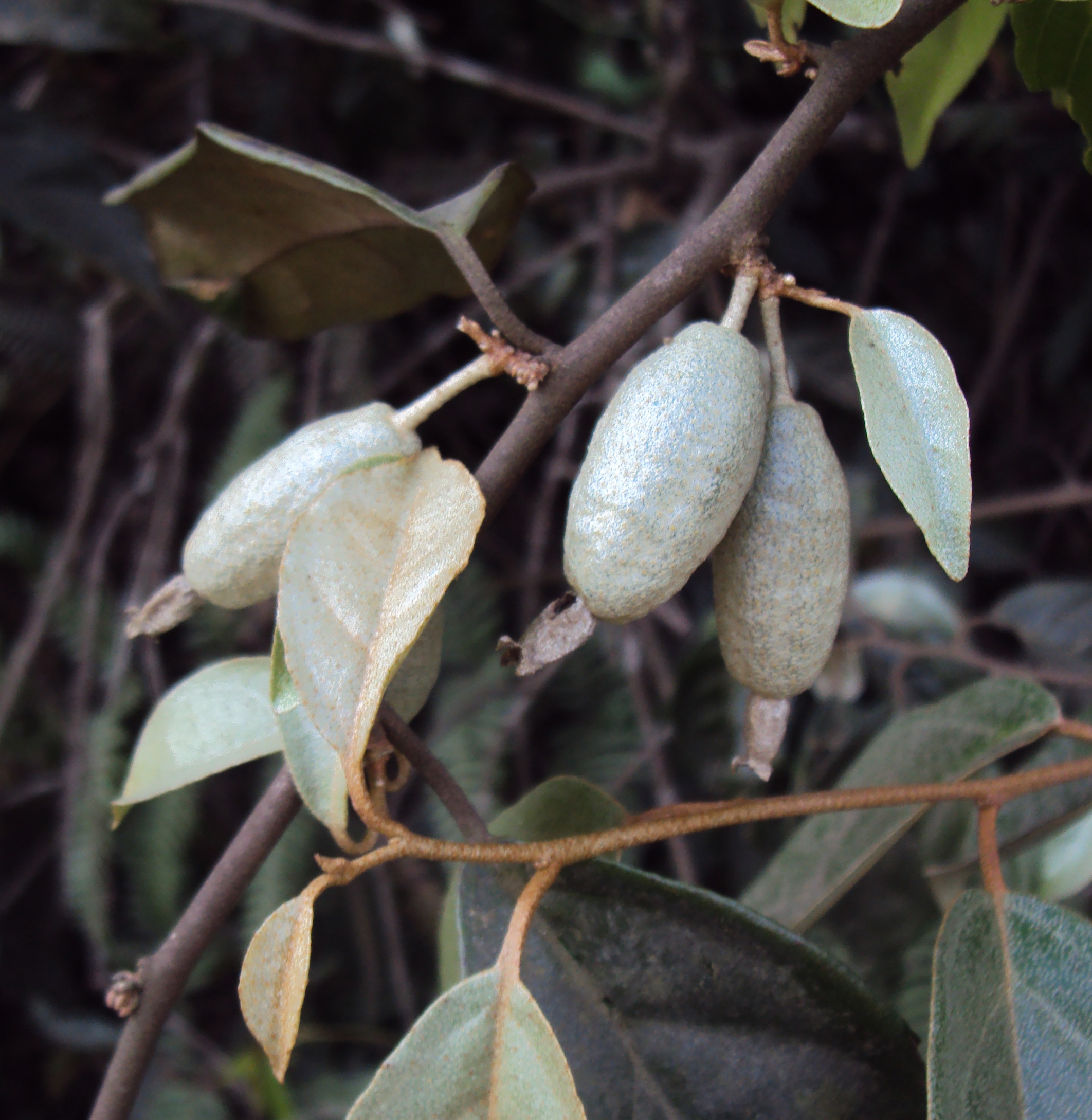
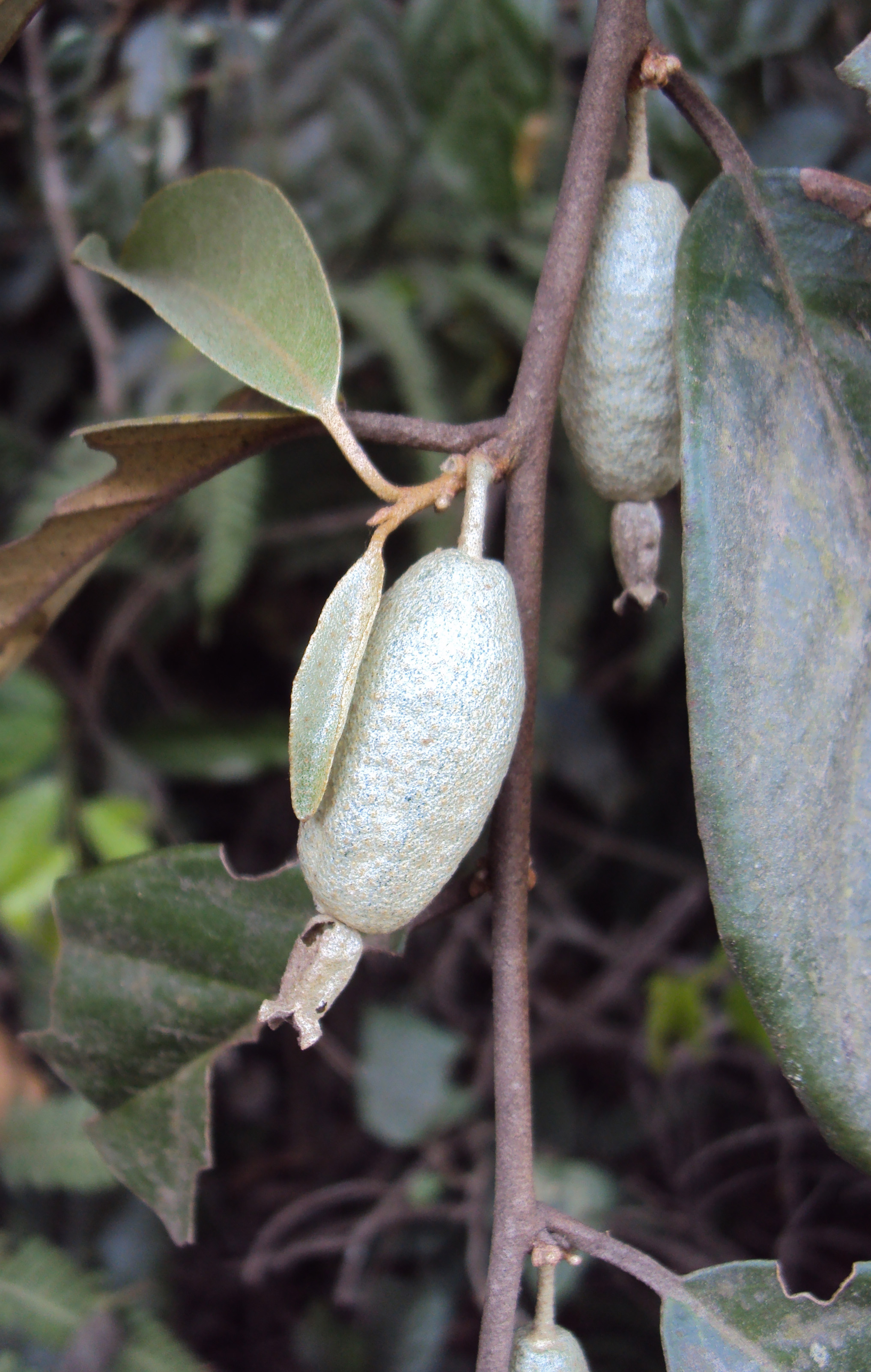